# Liste des intercommunalités de la Savoie

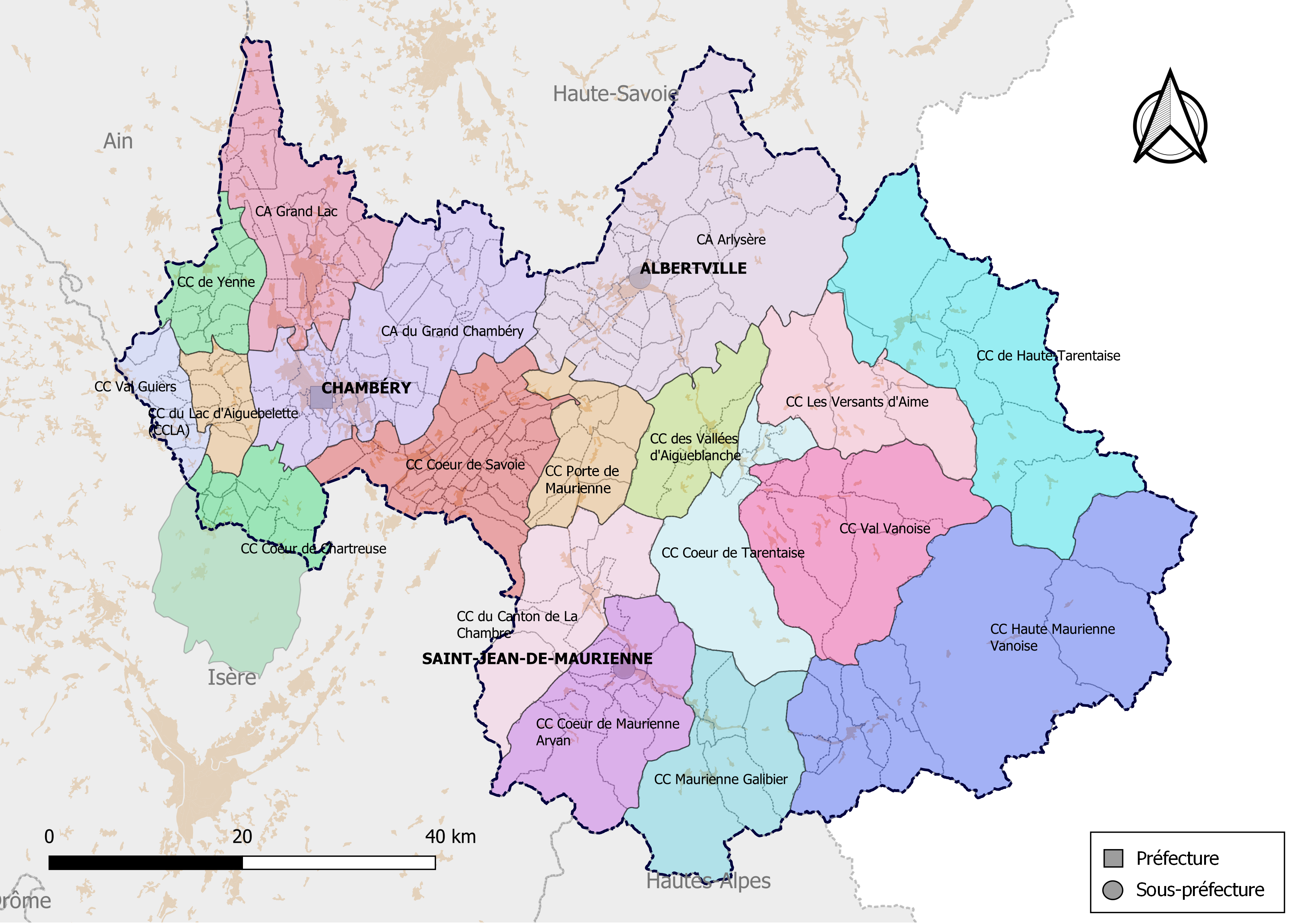
Carte des EPCI de la Savoie au 1er janvier 2019.

Au 1er janvier 2020, le département de la Savoie compte 17 établissements publics de coopération intercommunale à fiscalité propre dont le siège est dans le département (3 communautés d'agglomération et 14 communautés de communes). Par ailleurs 10 communes sont groupées dans une intercommunalité dont le siège est situé hors département (dans l'Isère).

## Intercommunalités à fiscalité propre
| Forme juridique                                           | Nom                           | no SIREN  | Date de création | Nombre de communes      | Population (der. pop. légale) | Superficie (km2) | Densité (hab./km2) | Siège                     | Président           |
| --------------------------------------------------------- | ----------------------------- | --------- | ---------------- | ----------------------- | ----------------------------- | ---------------- | ------------------ | ------------------------- | ------------------- |
| Communauté d'agglomération                                | CA Grand Chambéry             | 200069110 | 1er janvier 2017 | 38                      | 139 738 (2021)                | 526,50           | 265                | Chambéry                  | Philippe Gamen      |
| Communauté d'agglomération                                | CA Grand Lac                  | 200068674 | 1er janvier 2017 | 28                      | 78 824 (2021)                 | 300,0            | 263                | Aix-les-Bains             | Renaud Beretti      |
| Communauté d'agglomération                                | CA Arlysère                   | 200068997 | 1er janvier 2017 | 39                      | 61 757 (2021)                 | 763,60           | 81                 | Albertville               | Franck Lombard      |
| Communauté de communes                                    | CC Cœur de Savoie             | 200041010 | 1er janvier 2014 | 41                      | 37 613 (2021)                 | 330,30           | 114                | Montmélian                | Béatrice Santais    |
| Communauté de communes                                    | CC de Haute-Tarentaise        | 247300254 | 1er janvier 2007 | 8                       | 15 532 (2021)                 | 569,20           | 27                 | Séez                      | Yannick Amet        |
| Communauté de communes                                    | CC Cœur de Maurienne Arvan    | 200070464 | 1er janvier 2017 | 14                      | 14 362 (2021)                 | 356,40           | 40                 | Saint-Jean-de-Maurienne   | Jean-Paul Margueron |
| Communauté de communes                                    | CC Val Guiers                 | 247300528 | 17 novembre 2000 | 11                      | 12 362 (2021)                 | 88,10            | 140                | Belmont-Tramonet          | Paul Regallet       |
| Communauté de communes                                    | CC Cœur de Tarentaise         | 200023299 | 1er janvier 2010 | 6                       | 9 085 (2021)                  | 277,30           | 33                 | Moûtiers                  | Fabrice Pannekoucke |
| Communauté de communes                                    | CC Les Versants d'Aime        | 247300817 | 1er janvier 2005 | 4                       | 9 677 (2021)                  | 272,0            | 36                 | Aime-la-Plagne            | Lucien Spigarelli   |
| Communauté de communes                                    | CC Val Vanoise                | 200040798 | 1er janvier 2014 | 9                       | 9 046 (2021)                  | 400,30           | 23                 | Bozel                     | Thierry Monin       |
| Communauté de communes                                    | CC Haute Maurienne Vanoise    | 200070340 | 1er janvier 2017 | 10                      | 8 484 (2021)                  | 849,80           | 10                 | Modane                    | Christian Simon     |
| Communauté de communes                                    | CC du canton de La Chambre    | 247300361 | 17 décembre 2001 | 12                      | 7 411 (2021)                  | 275,90           | 27                 | Saint-Étienne-de-Cuines   | Bernard Chene       |
| Communauté de communes                                    | CC des Vallées d'Aigueblanche | 247300015 | 2 janvier 2002   | 3                       | 7 131 (2021)                  | 183,80           | 39                 | Aigueblanche              | André Pointet       |
| Communauté de communes                                    | CC de Yenne                   | 247300262 | 28 avril 2000    | 13                      | 7 376 (2021)                  | 126,70           | 58                 | Yenne                     | Guy Dumollard       |
| Communauté de communes                                    | CC Porte de Maurienne         | 247300676 | 22 décembre 1997 | 11                      | 7 003 (2021)                  | 172,40           | 41                 | Aiguebelle                | Hervé Genon         |
| Communauté de communes                                    | CC Maurienne-Galibier         | 247300452 | 27 décembre 1990 | 6                       | 5 429 (2021)                  | 321,50           | 17                 | Saint-Michel-de-Maurienne | Jean-Marc Bernard   |
| Communauté de communes                                    | CC du Lac d'Aiguebelette      | 247300668 | 31 décembre 1997 | 10                      | 6 230 (2021)                  | 86,30            | 72                 | Nances                    | André Bois          |
| Intercommunalité dont le siège est situé hors département |                               |           |                  |                         |                               |                  |                    |                           |                     |
| Communauté de communes                                    | CC Cœur de Chartreuse         | 200040111 | 1er janvier 2014 | 17 (dont 10 dans le 73) | 17 129 (2021)                 | 356,80           | 48                 | Entre-deux-Guiers (38)    | Denis Sejourne      |

## Histoire

### Intercommunalités disparues au1erjanvier 2014
- La communauté de communes du canton de Modane comprend l'ancienne communauté de communes de la Norma ;
- La communauté de communes Cœur de Chartreuse est issue de la fusion de trois communautés de communes qu'étaient :
  - la communauté de communes Chartreuse Guiers (concernait uniquement la commune des Échelles pour la Savoie)
  - la communauté de communes du Mont Beauvoir
  - la communauté de communes de la Vallée des Entremonts ;
- La communauté de communes Cœur de Savoie est issue de la fusion de quatre communautés de communes qu'étaient :
  - la communauté de communes de la Combe de Savoie
  - la communauté de communes du Gelon et du Coisin
  - la communauté de communes du pays de Montmélian
  - la communauté de communes la Rochette - Val Gelon ;
- Le syndicat intercommunal à vocations multiples du canton de Bozel est remplacé par la communauté de communes Val Vanoise Tarentaise.

### Modifications au1erjanvier 2017
- Création de Chambéry métropole - Cœur des Bauges issue de la fusion de la Communauté d'agglomération Chambéry métropole et de la Communauté de communes du cœur des Bauges[19].
- Création de la Communauté d'agglomération Arlysère issue de la fusion de la Communauté de communes de la Région d'Albertville, de la Communauté de communes du Beaufortain, de la Communauté de communes de la Haute Combe de Savoie et de la Communauté de communes du Val d'Arly[20].
- Création de Grand Lac issue de la fusion de la Communauté d'agglomération du Lac du Bourget, de la Communauté de communes du canton d’Albens et de la Communauté de communes de Chautagne[20].
- Création de la Communauté de communes de Haute Maurienne-Vanoise issue de la fusion de la Communauté de communes de Haute Maurienne-Vanoise et de la Communauté de communes Terra Modana[21].
- Création de la Communauté de communes Cœur de Maurienne Arvan issue de la fusion de la Communauté de communes Cœur de Maurienne et de la Communauté de communes de l'Arvan[21].

## Intercommunalité de gestion
- 96 Syndicats à vocation unique (SIVU)
- 22 Syndicats intercommunaux à vocation multiple (SIVOM)
- 21 Syndicats mixtes, dont:
  - Métropole Savoie, syndicat mixte regroupant les communautés d'agglomérations de Chambéry métropole et du Lac du Bourget, la Communauté de communes de Chautagne, la Communauté de communes du canton d'Albens ainsi que la Communauté de communes Cœur de Savoie, soit 101 communes.